# Sadem
Sadem is een historisch merk van motorfietsen.
De bedrijfsnaam was: Ets. Sadem, Bois-Colombes (Seine).
Sadem was een Frans merk dat van 1951 tot 1954 lichte 98 cc motorfietsjes bouwde.